# Giuliano Ferrara

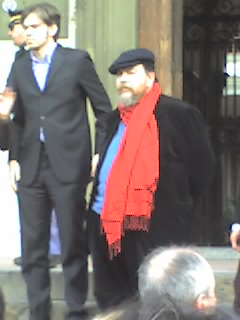
Giuliano Ferrara in 2008

Giuliano Ferrara (Rome, 7 januari 1952) is een Italiaanse verslaggever, oprichter van het dagblad Il Foglio en televisiepresentator.
Hij werd geboren als zoon van communistische ouders. Tot 1982 was hij lid van de Italiaanse Communistische Partij maar daarna brak hij volledig met het communisme. Hij transformeerde van progressief socialist tot conservatief christendemocraat. Hij nam deel aan het kabinet-Berlusconi I en richtte de krant Il Foglio op. 
In 2008 sprak hij zich sterk uit tegen abortus in zijn krant. Van atheïst transformeerde hij ook geleidelijk naar devoot katholiek. Sociaal gezien lijkt hij vooral de leer van de Duits-Amerikaanse filosoof Leo Strauss aan te hangen: neoconservatisme. 
Verder beweert hij dat de Europese landen hun oorlog in Irak en in Afghanistan best kruistochten mogen noemen, omdat ze ten strijde trekken tegen islamitische roversbenden als Al Qaida en de Taliban. 
Zijn relatie met Silvio Berlusconi is zeer hecht. Toen Berlusconi problemen kreeg doordat hij seks zou gehad hebben met de zeventienjarige Karima El-Mahroug, zei hij dat Berlusconi nog vitaal genoeg is en dat zoiets geen schande is. Over de bewering van Berlusconi dat je beter opgewonden kan raken van een minderjarig mooi meisje dan van een homoseksueel, zei hij dat Berlusconi daar gelijk in heeft. Met een minderjarig meisje kan je je vermenigvuldigen, met een homoseksueel niet. Bovendien beweert hij dat homoseksualiteit meer kans op geslachtsziekten kan geven dan heteroseksualiteit. Over zijn communistische ouders en zijn communistische tijd wil hij niet spreken. 
- Gemeinsame Normdatei: 130059455
- International Standard Name Identifier: 0000 0000 8209 3634
- Library of Congress Control Number: n88647561
- Istituto Centrale per il Catalogo Unico: CFIV051288
- Système universitaire de documentation: 086246801
- Virtual International Authority File: 26181847
- WorldCat: E39PBJcR9kVjrfB6wQ8fmRVt8C